# Ultimo Impero
L'Ultimo Impero è stata una discoteca attiva dal 1992 al 2010 ad Airasca, in Piemonte, nei pressi dell'attuale Via Torino. La discoteca aveva quattro piani e poteva contenere fino a ottomila persone, rendendola per un periodo la discoteca più grande d'Europa. La discoteca era costruita ispirandosi alla discoteca Baia Imperiale (ex Baia degli Angeli) di Gabicce Mare.

## Storia
Inaugurata il 18 dicembre 1992, la discoteca era situata tra la zona industriale di Airasca e None, sulla statale 23 per il Sestriere, a 25 km da Torino. Dopo tre anni di costruzione e vicissitudini che rallentarono il termine dell'opera, finalmente si giunse all'inaugurazione che vide in consolle i DJ Pietro Villa, Claudio Coccoluto, Claudio Diva, Stefano Secchi e Manuel Bagnoli, alternati nelle varie sale del locale, il tutto sotto la regia artistica dell'animatrice Pinina Garavaglia e del suo staff.
Il locale inizialmente si chiamò "Mitho Ultimo Impero", ma per diatribe di marchio con un locale sito nelle vicinanze fu confermato il solo nome "Ultimo Impero", a cui si affiancava il soprannome "Disco Tempio" per la maestosità delle sale da ballo. Nei sei anni di gestione sono stati molti i generi musicali proposti, dalla techno-house del 1992 sino alla techno-progressive, che dal 1995 è rimasta il genere padrone di una delle consolle più ambite da tutti i DJ nazionali e internazionali: la discoteca fu il trampolino di lancio per nomi come Gigi D'Agostino, Claudio Diva, Daniele Gas, Lello B. e Alberto Esse, e vocalist come Superpippo, Joe Tequila e Gradiska.
Il locale di Airasca disponeva di 7 piste da ballo, 9 bar, un'area interna da 7.000 m², una esterna da 12.000 m², 7 fontane, 2 cascate e impianti da 20.000 watt di potenza all'esterno, di 50.000 watt all'interno e 10.000 watt nel privé.
Il locale chiuse una prima volta nel luglio del 1998. Riaprì nel settembre dello stesso anno, cambiando nome – dapprima in  "Privilege", successivamente in "Templares" e infine in "Royal Fashion Club" – e programmazione musicale; rimase attivo sino al 2007, ma non raggiunse più il successo di un tempo. L'ultimo evento risale al 2010 dopodiché il locale chiuse definitivamente, trovandosi da allora in stato di abbandono.

## DJ
- Pietro Villa (1992-1994) (underground)
- Gigi D'Agostino (1994-1998) (techno-progressive)
- Claudio Diva (1992-1994/1995-1998) (techno-progressive)
- Mauro Roncari (1993-1994) (dance)
- Alberto Esse (1994-1995) (techno-progressive)
- Daniele Gas (1994-1995) (techno-progressive)
- Lello B. (1996-1997) (techno-progressive)
- Manuel Bagnoli (1992-1996) (dance-techno)
- Roberto Molinaro (1998) (dance-techno)
- Maurizio Benedetta (1996-1998) (techno-progressive)
- Maurizio De Stefani (1993-1994) (dance)
- Alex Badella (1994-1995) (dance)
- Max Zabayano (1996-1998) (house)

## Vocalist
- Franchino (1992-1994)
- Superpippo (1994-1995)
- Joe Tequila (1996-1997)
- Gradiska (1995-1998)